# Rhabdamia nuda
Rhabdamia nuda är en fiskart som först beskrevs av Regan, 1905.  Rhabdamia nuda ingår i släktet Rhabdamia och familjen Apogonidae. Inga underarter finns listade i Catalogue of Life.